# Jeanne d'Albret (1403-1433)
Pour les articles homonymes, voir Jeanne d'Albret (homonymie) et Albret.
Pour les autres membres de la famille, voir Maison d'Albret.
Jeanne d'Albret (1403-1433), comtesse de Foix, est la fille de Charles Ier d'Albret et de Marie de Sully, dame de Craon.

## Mariage et descendance
Jeanne d'Albret épouse en 1422 Jean Ierde Foix (1382-1436), comte de Foix,  comte de Bigorre, vicomte de Béarn et vicomte de Villemur. Ils ont deux enfants :
- Gaston IV (1422-1472), comte de Foix,
- Pierre (?-1454), vicomte de Lautrec et de Villemur.